# David Stockdale
David Adam Stockdale (Leeds, 1985. szeptember 20. –) angol labdarúgó, aki jelenleg a Fulhamben játszik kapusként.

## Pályafutása

### York City
Stockdale a York City ifiakadémiáján kezdett futballozni, a felnőttek között 2003-ban mutatkozott be. 2005 januárjában új szerződést kapott csapatától, júniusban ismét hosszabbítottak volna vele, de nemet mondott. A Wakefieldnél és a Worksop Townnál is megfordult kölcsönben. A 2005/06-os szezon végén csapata elküldte, miután a menedzser, Billy McEwan nyilvánosan kritizálta túlsúlya miatt.

### Darlington
2006 augusztusában a Darlingtonhoz került, miután meggyőzte a klub vezetőit a próbajátékon nyújtott teljesítményével. Első szezonjában nyolc meccsen védett. A 2007/08-as idény első meccsén kiállították az addigi első számú kapust, Andy Oakest, Stockdale állt be a helyére és jó teljesítményével sikerült kiszorítania őt a kezdőből. 2007 novemberében új szerződést kötött a csapatával. A szezon során összesen 40 meccsen játszott.

### Fulham
2008 áprilisában a Birmingham Cityvel és a Newcastle Uniteddel is szóba hozták, de végül a Fulhamhez igazolt. A londoniak 350 ezer fontot fizettek érte. Átigazolása előtt még pályára lépett a Darlingtonban a negyedosztály rájátszásában. 2008. június 4-én írt alá a Fulhamhez.
November 21-én egy hónapra kölcsönadták a negyedosztályú Rotherham Unitednek. Egy Braford City ellen 2-0-ra elvesztett meccsen debütált. A következő mérkőzésen, az Exeter City ellen több nagy védést is bemutatott, egy büntetőt is hárított, ezzel pontot mentve csapatának. Jó teljesítménye miatt 2009. január 17-ig meghosszabbították kölcsönszerződését.
2009. március 2-án egy hónapra kölcsönvette a Leicester City, miután a Blackburn Rovershez visszahívták az addig ott vendégeskedő Mark Bunnt. Egy Stockport County elleni 1-1-es bajnokin mutatkozott be. Később vállsérülést szenvedett, mégis a Leicesternél maradt, sőt a szezon végéig meghosszabbította kölcsönszerződését. Pályára lépett azon a Southend United ellen mérkőzésen is, ahol eldőlt, hogy a Rókák feljutnak a Championshipbe.
Szóba került, hogy esetleg véglegesíti a szerződését a Leicesterrel, ő is szívesen maradt volna, de végül visszatért a Fulhamhez. A fehér mezeseknél 2009. szeptember 13-án, egy Everton ellen 2-1-re megnyert meccsen debütált.

## Válogatott
Stockdale 2005-ben bekerült az angol C válogatottba, melyben az amatőr, illetve félprofi ligák legjobbjai szerepelnek.

## Sikerei, díjai

### Leicester City
- Az angol negyedosztály bajnoka: 2008/09

## Külső hivatkozások
- David Stockdale pályafutásának statisztikái a Soccerbase oldalon (angolul)

- David Stockdale adatlapja a Fulham honlapján

## Fordítás
- Ez a szócikk részben vagy egészben  a   David Stockdale című angol Wikipédia-szócikk fordításán alapul.  Az eredeti cikk szerkesztőit annak laptörténete sorolja fel. Ez a jelzés csupán a megfogalmazás eredetét és a szerzői jogokat jelzi, nem szolgál a cikkben szereplő információk forrásmegjelöléseként.